# ویلاماسارجیا
ویلاماسارجیا (به ایتالیایی: Villamassargia) یک کومونه در ایتالیا است که در استان کاربونیا-ایگلسیاس واقع شده‌است. ویلاماسارجیا ۹۱٫۵ کیلومتر مربع مساحت و ۳٬۷۰۵ نفر جمعیت دارد و ۱۲۱ متر بالاتر از سطح دریا واقع شده‌است.